# Acrotomodes croceata
Acrotomodes croceata är en fjärilsart som beskrevs av W. Warren 1905. Acrotomodes croceata ingår i släktet Acrotomodes och familjen mätare. Inga underarter finns listade i Catalogue of Life.